# Хойерсверда
Хойерсверда (на немски: Hoyerswerda; на горнолужишки: Wojerecy; на долнолужишки: Wórjejce) е град в Германия, разположен в окръг Бауцен, провинция Саксония. Към 31 декември 2011 година населението на града е 36 687 души.